# Kruszyniec (Sicienko)
Kruszyniec (deutsch Kruschin Kolonie, Kruschin, Kruschhauland) ist ein Dorf in der Landgemeinde Sicienko im Powiat Bydgoski in der Woiwodschaft Kujawien-Pommern, Polen.

## Lage
Der Ort liegt etwa 12 km westlich der Stadt Bydgoszcz.

## Geschichte
Das Dorf wurde am 1. August 1834 als Kolonie Kruschin gegründet.